# Land- und Stadtgericht Mohrungen
Das Land- und Stadtgericht Mohrungen war von 1827 bis 1849 ein preußisches Land- und Stadtgericht mit Sitz in Mohrungen.

## Geschichte
Das Land- und Stadtgericht Mohrungen wurde 1827 aus dem Stadtgericht Mohrungen, dem Justizamt Mohrungen und anderen Teilen gebildet. Es war ein Gericht 2. Klasse im Sprengel des Oberlandesgerichts Königsberg.
1837 umfasste der Gerichtsbezirk die Stadt Mohrungen mit 2587 Gerichtseingesessenen und 69 Ortschaften mit 10.335 Gerichtseingesessenen (zusammen also 12.913 Gerichtseingesessene). Am Gericht waren ein Stadt- und Landrichter, ein Assessor und fünf weitere Mitarbeiter beschäftigt. Das Gericht war im königlichen Schloss in der Stadt untergebracht.
Nach der Märzrevolution wurden 1849 einheitlich Kreisgerichte gebildet. In Mohrungen entstand das Kreisgericht Mohrungen.